# Målselva
El Målselva és un riu situat al municipi de Målselv, comtat de Troms, Noruega. Amb 140 quilòmetres de llarg riu flueix a través de la vall de Målselvdalen i després desemboca al fiord de Malangen. El municipi i la vall per on corre el riu són alhora el nom del riu.
Els rius neix al llac Rostavatn, on s'ajunta amb altres rius i forma aquest. El riu drena una conca de 6.144 quilòmetres quadrats. El riu Målselva passa pels principals pobles de Bardufoss, Andselv, Øverbygd i Skjold.